# 比利·胡禮
威廉·岩布斯·"比利"·胡禮，CBE（1924年2月6日—1994年9月3日）是一名英格蘭足球運動員，終身效力狼隊。曾在英格蘭國家隊上陣105次，90次擔任隊長的紀錄。

## 球員時期
出生於什羅普郡的艾恩布里奇，他踢翼鋒位置和其他防守位置。胡禮成為第一個球員效力國家隊超過100次。他帶領英格蘭國家隊出戰1950、1954、1958年世界盃決賽周。
他1934年加入狼隊，成為球場的職員。他14歲在狼隊B隊於華素爾小型聯賽對韋素爾木首次為球隊上陣。那時他在大法蘭克·布克利的8個月課程完成之後。他在正選隊的第一次上陣時只得15歲，對手為諾士郡，於1939年。
17歲簽約職業隊，但因二戰爆發使狼隊暫停了所有足球比賽。胡禮成為李斯特城的訪客球員，他在1942年重返摩利紐斯球場前擔任前鋒和後衛。1943年加入英軍成為物理訓練員，在戰爭時期踢了超過100場球賽。
戰爭後成為球會隊長，代替退休的史坦·古里士。在胡禮的帶領下，狼隊取得1953/54、1957/58和1958/59三屆聯賽冠軍，和1949年贏得足總盃。他幾乎場場在陣，在1950年代只曾缺席31場狼隊的比賽。
英格蘭國家隊看見他在球會表現如此好，便將他召進隊。1946年1月19日第一次在國際賽上陣，屬戰爭的戰勝國互戰，對手是比利時國家隊，終勝2-0。首次在國家隊踢足90分鐘，是代表英格蘭於1946年9月28日上陣，7-2大勝愛爾蘭國家隊。1948年成為球隊隊長，共有90場擔任這個重要角色，直至退休。此紀錄和另一名宿卜比·摩亞共享。他合共踢了105場國際賽，包括連續70場國際賽未休息過，取得3個入球，可說是鐵人。他是世界上第一位球員上陣國際賽100場，這紀錄一直保持了超過10年，直至被隊友卜比摩亞打破。至2008年，他是英格蘭隊第五位上陣最多的球員，在施路頓（125場），卜比·摩亞（108場），碧咸（107場）和卜比·查爾頓（106場）之後。
他於1959年8月退休，共為狼隊踢了541場比賽和105次代表英格蘭上陣。他的紀律非常好，從未被球證警告和逐出場。

## 領隊時期
他在1960年成為英格蘭青年隊領隊，1962年加盟阿仙奴成為該隊領隊，代替佐治·史雲甸。最初，阿仙奴在胡禮的帶領下很強，在1962/63球季聯賽第7名完成，並打進歐洲賽，成為球會歷史，但之後無以為繼。胡禮的領隊生涯最成功的是他的眼光，買入博·韋臣、祖·拜加、法蘭·麥連托等名球員，但亦有部分次等球員，像伊恩·烏利。
阿仙奴在胡禮加入後首季取得第七名後，便沒有再超越這個排名了，球隊逐漸衰落。胡禮在任時阿仙奴僅贏得38.46%的賽事，為戰後時期中阿仙奴所有領隊戰績最差的一個（除看守領隊外）。經過1965/66失敗的球季後－－阿仙奴只取得第14名及在足總盃被榜末球隊布力般流浪淘汰－－胡禮在1966年夏天被阿仙奴管理層解僱。
足球作家拜仁·格蘭維爾（Brian Glanville），探討比利·胡禮在阿仙奴時期，寫：「他沒有能力和權力做事和他在被批評後往往會有幼稚的反應。」

## 足球之後
胡禮成為小型資訊娛樂名流，娶了樂隊Beverley Sisters的Joy Beverley為妻，為娛樂圈中最美滿的婚姻之一。
離開管理層後，他成為電視台「學者」和聯合電視網絡（Associated Television Network）及中央電視（Central Television）的體育部主管，直至1989年退休。可是，在翌年他加入了狼隊的管理層，成為積克·海華特爵士（Sir Jack Hayward）接手狼隊後的幹部。
1994年12月3日，胡禮因胃癌病逝，終年70歲。

## 榮譽
胡禮因對於球壇有貢獻，在1959年退休後獲頒CBE勳銜。他在2002年入選英格蘭足球名人堂，以表揚他在英格蘭球壇之貢獻。他在2007年5月被BBC Midlands Today提名為Midlands最偉大足球員，結果由公眾投票選出的。
狼隊為紀念這名偉大球員，1993年在球場新看臺建成後以他命名。在1996年於主場摩連紐斯球場（Molineux Stadium）側豎立了一座銅像。新看臺完成時胡禮還在生，可是銅像建成後，他便看不到了。

## 統計數字
| 球會表現 | 球會表現 | 球會表現      | 聯賽 | 聯賽 | 足總盃       | 足總盃       | 洲際賽 | 洲際賽 | 總數 | 總數 |
| 球季     | 球會     | 聯賽          | 出場 | 入球 | 出場         | 入球         | 出場   | 入球   | 出場 | 入球 |
| 英格蘭   | 英格蘭   | 英格蘭        | 聯賽 | 聯賽 | 英格蘭足總盃 | 英格蘭足總盃 | 歐洲賽 | 歐洲賽 | 總數 | 總數 |
| -------- | -------- | ------------- | ---- | ---- | ------------ | ------------ | ------ | ------ | ---- | ---- |
| 1939-40  | 狼隊     | 英甲 （頂級） | 0    | 0    | 0            | 0            | -      | -      | 0    | 0    |
| 1945-46  | 狼隊     | 英甲 （頂級） | -    | -    | 4            | 3            | -      | -      | 4    | 3    |
| 1946-47  | 狼隊     | 英甲 （頂級） | 34   | 1    | 3            | 0            | -      | -      | 37   | 1    |
| 1947-48  | 狼隊     | 英甲 （頂級） | 39   | 5    | 3            | 0            | -      | -      | 42   | 5    |
| 1948-49  | 狼隊     | 英甲 （頂級） | 35   | 2    | 7            | 0            | -      | -      | 42   | 2    |
| 1949-50  | 狼隊     | 英甲 （頂級） | 35   | 3    | 6            | 0            | -      | -      | 41   | 3    |
| 1950-51  | 狼隊     | 英甲 （頂級） | 38   | 0    | 7            | 0            | -      | -      | 45   | 0    |
| 1951-52  | 狼隊     | 英甲 （頂級） | 39   | 0    | 3            | 0            | -      | -      | 42   | 0    |
| 1952-53  | 狼隊     | 英甲 （頂級） | 38   | 1    | 1            | 0            | -      | -      | 39   | 1    |
| 1953-54  | 狼隊     | 英甲 （頂級） | 39   | 0    | 1            | 0            | -      | -      | 40   | 0    |
| 1954-55  | 狼隊     | 英甲 （頂級） | 39   | 1    | 4            | 0            | -      | -      | 43   | 1    |
| 1955-56  | 狼隊     | 英甲 （頂級） | 37   | 0    | 1            | 0            | -      | -      | 38   | 0    |
| 1956-57  | 狼隊     | 英甲 （頂級） | 40   | 0    | 2            | 0            | -      | -      | 42   | 0    |
| 1957-58  | 狼隊     | 英甲 （頂級） | 38   | 0    | 4            | 0            | -      | -      | 42   | 0    |
| 1958-59  | 狼隊     | 英甲 （頂級） | 39   | 0    | 2            | 0            | 2      | 0      | 44*  | 0    |
| 總和     | 總和     | 總和          | 490  | 13   | 48           | 3            | 2      | 0      | 541  | 16   |

註:
 * 包括一場慈善盾
胡禮亦在戰期踢了111場球賽，並射入33球。

## 外部連結
- Official Wolves site profile
- Unofficial Wolves website — a tribute to Billy Wright
- The National Football Museum: Hall of Fame — Billy Wright
- BBC Tribute to Billy Wright （页面存档备份，存于）

## 延伸閱讀
- Giller, Norman (2003) Billy Wright: A Hero for All Seasons